# Dominic Purcell
Dominic Haakon Myrtvedt Purcell (n. 17 februarie 1970), cunoscut pe larg ca Dominic Purcell, este un actor englez de origini norvegiană și irlandeză, care activează în SUA și este cunoscut în special pentru rolurile jucate în John Doe și Prison Break difuzate de Fox și rolul lui Dracula din Blade: Trinity.

## Viața personlă
În anul 2000, a câștigat la loterie cardul verde care i-a permis să locuiască în SUA. În prezent locuiește în Los Angeles, California împreună cu Rebecca, soția lui, și cei patru copii: Joseph (n. 1999), Audrecy (n. 2001), și gemenii Lily și Augustus (n. 2003).

## Filmografie

### Film
| An   | Titlu                       | Rol                   |
| ---- | --------------------------- | --------------------- |
| 2000 | Mission: Impossible II      | Ulrich                |
| 2001 | Scenes of the Crime         | Mark                  |
| 2002 | Equilibrium                 | Seamus                |
| 2003 | Visitors                    | Luke                  |
| 2004 | Three Way                   | Lewis "Lew" Brookbank |
| 2004 | Blade: Trinity              | Dracula               |
| 2006 | The Gravedancers            | Harris McKay          |
| 2007 | Primeval                    | Tim Manfrey           |
| 2009 | Blood Creek                 | Victor Alan Marshall  |
| 2011 | House of the Rising Sun     | Tony                  |
| 2011 | Escapee                     | Jaxon                 |
| 2011 | Killer Elite                | Davies                |
| 2011 | Straw Dogs                  | Jeremy Niles          |
| 2012 | Hijacked                    | Otto Southwell        |
| 2012 | Bad Karma                   | Mack                  |
| 2013 | Officer Down                | Royce Walker          |
| 2013 | Ice Soldiers                | Malraux               |
| 2013 | The Ganzfeld Experiment     | Detective Malone      |
| 2013 | Assault on Wall Street      | Baxford               |
| 2013 | Suddenly                    | Barren                |
| 2013 | Vikingdom                   | Eirick                |
| 2013 | Motel                       | Larson                |
| 2013 | In the Name of the King III | Hazen Kaine           |
| 2013 | Split Decision              | Tommy Baxter          |
| 2014 | A Fighting Man              | Sailor O'Connor       |

### Televiziune
| An        | Titlu               | Rol              | Note        |
| --------- | ------------------- | ---------------- | ----------- |
| 1991      | Home and Away       | Constable Rogers | 3 episoade  |
| 1997–1998 | Raw FM              | Granger Hutton   | 13 episoade |
| 1998      | Water Rats          | Alex             | 2 episoade  |
| 1999      | Heartbreak High     | Todd Gillespie   | 2 episoade  |
| 2001      | BeastMaster         | Kelb             | 5 episoade  |
| 2001      | The Lost World      | Condillac        | 1 episode   |
| 2002–2003 | John Doe            | John Doe         | 22 episoade |
| 2004      | House               | Ed Snow          | 1 episode   |
| 2004–2005 | North Shore         | Tommy Ravetto    | 5 episoade  |
| 2005–2009 | Prison Break        | Lincoln Burrows  | 90 episoade |
| 2011      | Castle              | Russell Ganz     | 1 episod    |
| 2012      | Common Law          | John Crowl       | 1 episod    |
| 2014      | The Flash           | Mick Rory        | 4 episoade  |
| 2016      | Legends of Tomorrow | Mick Rory        | 48 episoade |

### Jocuri video
| An   | Titlu                        | Rol             |
| ---- | ---------------------------- | --------------- |
| 2010 | Prison Break: The Conspiracy | Lincoln Burrows |

## Premii și nominalizări

### Film
| An   | Titlu  | Premiu    | Categorie         | Rezultat     |
| ---- | ------ | --------- | ----------------- | ------------ |
| 2009 | Balibo | IF Awards | Best Feature Film | Nominalizare |

### Televiziune
| An   | Titlu        | Premiu                           | Categorie  | Rezultat |
| ---- | ------------ | -------------------------------- | ---------- | -------- |
| 2007 | Prison Break | Australian Film Institute Awards | Best Actor | Câștigat |